# Jan Balík
Jan Balík (* 1. srpna 1965, Benešov) je český římskokatolický kněz a manažer. Od 17. ledna 2020 je generálním vikářem pražské arcidiecéze. Je také prezidentem církevní neziskové organizace Likvidace Lepry.

## Život
Vystudoval gymnázium a po absolvování dvouleté základní vojenské služby započal v roce 1986 studium teologie na Cyrilometodějské bohoslovecké fakultě v Litoměřicích. Poté, co 14. prosince 1991 přijal v z rukou biskupa Jaroslava Škarvady v pražské katedrále kněžské svěcení, působil jako farní vikář ve farnosti u kostela Panny Marie Královny Míru v Praze na Lhotce, kde předtím také vykonával svou jáhenskou službu. V únoru 1992 se stal farářem v pražských Kunraticích. Arcibiskup Vlk ho pověřil vedením diecézního centra pro mládež a vytvořením centra života mládeže. Proto byl ustanoven do Kunratic, kde vybudoval a vedl centrum života mládeže Nazaret. Kromě toho byl od roku 1993 tiskovým mluvčím Sekce pro mládež České biskupské konference. V letech 2001–2005 byl ředitelem této sekce. Roku 2005 ustanoven administrátorem farnosti u kostela Neposkvrněného Početí Panny Marie v Praze-Strašnicích a poté od 1. září 2008 působil jako její farář až do 1. července 2011, kdy se vrátil na místo ředitele Sekce pro mládež ČBK. V této funkci ho k 1. říjnu 2017 dle plánu vystřídal R. D. Kamil Strak, který 12 let působil v pastoraci mládeže v Ostravsko-opavské diecézi.
Od 30. dubna 2017 je na základě jmenování kardinálem Dominikem Dukou sídelním kanovníkem Metropolitní kapituly u sv. Víta na Pražském hradě. Na základě nabídky českých a moravských biskupů papežovi Františkovi, aby se Světový den mládeže v roce 2022 konal v Praze a v České republice, se v listopadu 2017 stal moderátorem přípravy kandidatury. Poté, co papež František zvolil jiné kandidátské město, byl od 1. července 2018 jmenován biskupským vikářem pro diakonii.
Na podzim 2018 byl papežem Františkem jmenován konzultorem Dikasteria pro laiky, rodinu a život. Od 1. července 2019 byl ke svým úkolům ustanoven též farářem farnosti u katedrály svatého Víta, Václava a Vojtěcha a kustodem katedrály.
Kardinálem Dominikem Dukou byl 17. ledna 2020 jmenován generálním vikářem pražského arcibiskupství pro správu a organizaci a ředitelem kurie. Dostal tak za úkol připravit kroky na udržitelný rozvoj a finanční soběstačnost arcibiskupství, které v roce 2030 přestane finančně podporovat stát. Roli generálního vikáře přebíral v době, kdy se arcibiskupství ekonomicky nedařilo po neúspěšných investicích do hotelnictví. Za Balíkova působení začaly přípravy na investování do nájemního bydlení, které se naplno rozběhly v roce 2023. Cílem by mělo být vlastnění 1000 nájemních bytů, které by měly pokrýt výdaje arcibiskupství v roce 2030.

## Dílo
Je autorem řady publikací o mládeží a pro mládež. Je znám i jako popularizátor teologie těla sv. Jana Pavla II.
- Jan Balík a kolektiv: Pojď a následuj mě 1, Paulínky, Praha 2001
- Jan Balík: Pohleděl na něho s láskou, Matice cyrilometodějská, Olomouc 2001
- Jan Balík a kolektiv: Pastorační plán Sekce pro mládež České biskupské konference, Sekretariát České biskupské konference, Praha 2002
- Jan Balík a kolektiv: Pojď a následuj mě 2, Paulínky, Praha 2002
- Jan Balík: Neboj se, jen věř!, Paulínky, Praha 2002
- Jan Balík: Cesta k domovu, Paulínky, Praha 2002
- Jan Balík: Objevit tajemství růžence, Matice cyrilometodějská, Olomouc 2003
- Jan Balík: Na cestě s mladými, Paulínky, Praha 2004
- Jan Balík: Máš na víc, Paulínky, Praha 2006, 2011
- Vít Zatloukal, Jan Balík a kolektiv: Jste nadějí církve, Sekce pro mládež České biskupské konference, Praha 2009
- Jan Balík: Jan Pavel II. v dialogu s mladými, Paulínky, Praha 2010
- Jan Balík: Diecézní centra života mládeže I., Sekce pro mládež České biskupské konference, Praha 2008
- Jan Čapek, Jan Balík: Diecézní centra života mládeže III., Asociace křesťanských sdružení mládeže a Sekce pro mládež České biskupské konference, Praha 2010
- Jan Balík: Diecézní centra života mládeže, Paulínky, Praha 2011
- Jan Balík, Irena Kyliánová: S největší vděčností, Nové město, Praha 2013
- Jan Balík: Monitoring mínění mladých lidí v církvi, Sekretariát Sekce pro mládež České biskupské konference, Praha 2013
- Jan Balík a kolektiv: Jste nadějí církve I., Paulínky, Praha 2013
- Jan Balík a kolektiv: Jste nadějí církve II., Paulínky, Praha 2013
- Jan Balík: S mladými ke Kristu, Paulínky, Praha 2019